# Onthophagus snoflaki
Onthophagus snoflaki là một loài bọ cánh cứng trong họ Bọ hung (Scarabaeidae).